# Ulalala
Ulalala è un brano musicale del cantante italiano Achille Lauro, seconda traccia del terzo album in studio Ragazzi madre, pubblicato l'11 novembre 2016 dalla No Face Agency.

## Video musicale
Il videoclip, diretto da Alessandro Murdaca, è stato pubblicato il 27 aprile 2017 sul canale YouTube di Achille Lauro.

## Formazione
- Achille Lauro – voce
- Gemitaiz – voce
- Boss Doms – produzione

## Classifiche
| Classifica (2024) | Posizione massima |
| ----------------- | ----------------- |
| Italia            | 70                |